# Jodia basalis
Jodia basalis là một loài bướm đêm trong họ Noctuidae.